# Tom et Jerry au Texas
Pour plus de détails, voir Fiche technique et Distribution.
Tom et Jerry au Texas (Texas Tom) est le 49e court métrage d'animation de la série américaine Tom et Jerry réalisé par William Hanna et Joseph Barbera et sorti le 11 mars 1950.